# Estadio Ramón Sánchez Pizjuán
Estadio Ramón Sánchez Pizjuán je nogometni stadion u Sevilli, Španjolska. Stadion koristi Sevilla FC. Stadion ima kapacitet od 45.500 sjedala, a sagrađen je 1957. godine umjesto starog Estadio Nerviona.
Na njemu je igrano finale Kupa prvaka 1986. između Steaue Bukurešt i Barcelone; te polufinale Svjetskog prvenstva 1982. između Njemačke i Francuske. 
Stadion je povezan s dvjema zanimljivim činjenicama, prva je ta da španjolska reprezentacija nijednu utakmicu odigranu na Sánchez-Pizjuánu nije izgubila; druga je činjenica da je Sevilla u europskim natjecanjim izgubila samo jednu utakmicu na ovom stadionu, i to protiv AZ Alkmaara u natjecanju po skupinama Kupa UEFA 2006./07.
Nadimak stadiona je "La Bombonera" (iako je izraz poznatiji kao nadimak stadiona Alberto J. Armando u Argentini), ili "La Bombonera de Nervión" zbog ulice naziva Nervión, u kojoj se stadion i nalazi. 

## Poznate utakmice
- Svjetsko prvenstvo u nogometu – Španjolska 1982. (nekoliko utakmica)
- Finale Kupa prvaka 1986. (Steaua 2:0(p) Barcelona)
- Kup UEFA: 2005./06. i 2006./07. (kupovi koje je osvojila Sevilla)
- La Liga 2007./08.: Sevilla - Getafe (utakmica poznata po smrti igrača Antonija Puerte)

## Vanjske poveznice
- Ramón Sánchez-Pizjuán na Google Maps
- Video o renovaciji Ramón Sanchez-Pizjuána

| Prethodnik:    | Domaćin finala Kupa prvaka 1986. | Nasljednik:   |
| Heysel Stadium | Domaćin finala Kupa prvaka 1986. | Praterstadion |